# Neptis exaleuca
Neptis exaleuca är en fjärilsart som beskrevs av Karsch 1894. Neptis exaleuca ingår i släktet Neptis och familjen praktfjärilar. Inga underarter finns listade i Catalogue of Life.

## Bildgalleri

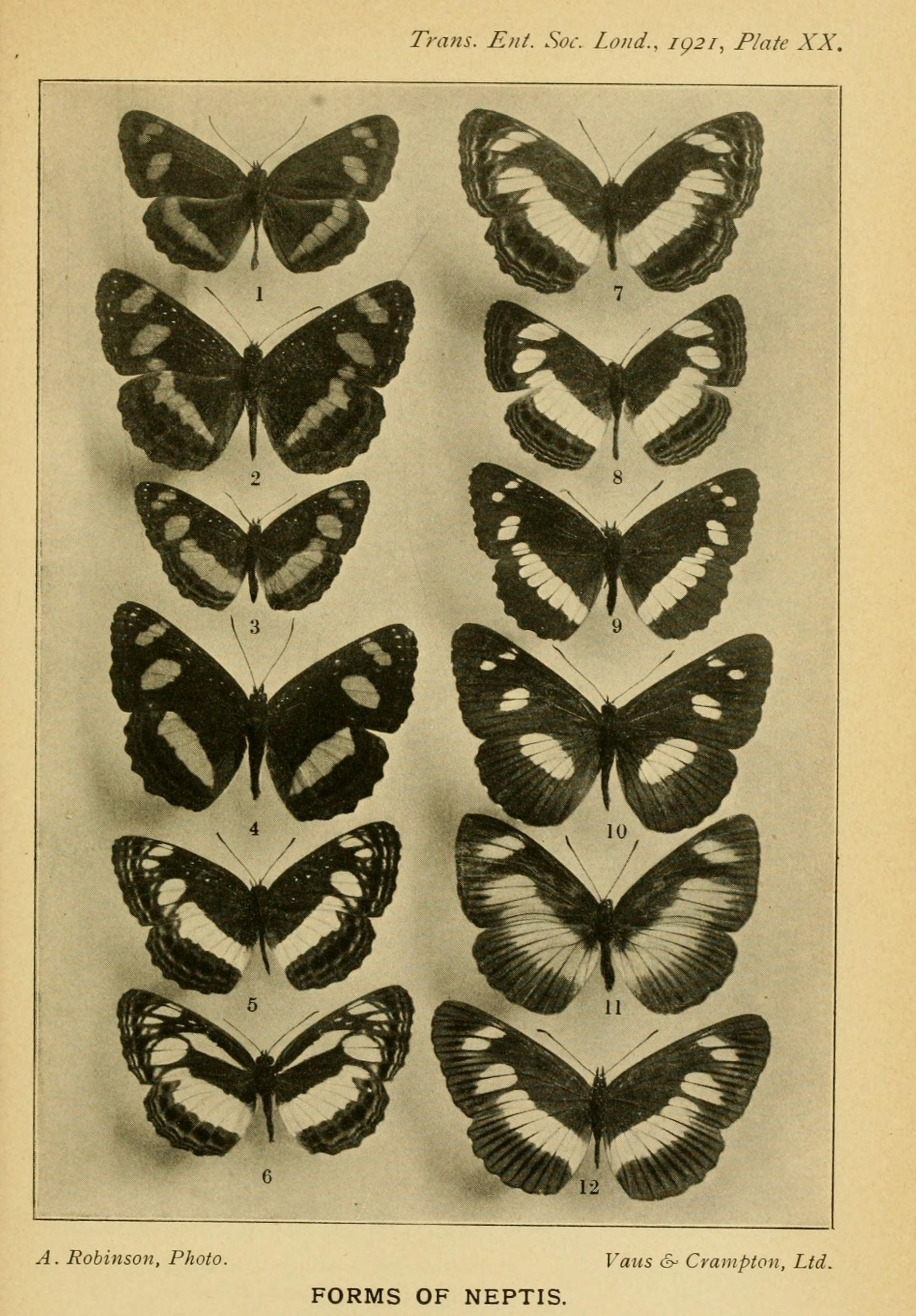